# دهستان بالاخواف
بالاخواف، دهستانی است از توابع بخش سلامی و در شهرستان خواف استان خراسان رضوی ایران.

## جمعیت
جمعیت این دهستان بر اساس سرشماری سال ۱۳۸۵ جمعیت آن (۳٬۶۱۹خانوار) ۱۶٬۲۷۸نفر
بوده است.